# Pseudoptenomela boliviana
Pseudoptenomela boliviana är en skalbaggsart som beskrevs av Soula 2002. Pseudoptenomela boliviana ingår i släktet Pseudoptenomela och familjen Rutelidae. Inga underarter finns listade i Catalogue of Life.